# 尚未化作淚水的哀傷/戀情雖美終將凋零
《尚未化作淚水的哀傷/戀情雖美終將凋零》（日语：まだ涙にならない悲しみが/恋は匂へと散りぬるを）是日本二人組合近畿小子的第33張單曲，於2013年10月23日由傑尼斯娛樂唱片公司發行。

## 概要
- 同時推出初回版A、初回版B、普通版，封面各不同。
- 初回版A收錄「尚未化作淚水的哀傷–Backing Track」｢DVD 尚未化作淚水的哀傷 music clip」（初回版B、普通版未收錄）。
- 初回版B收錄「戀情雖美終將凋零–Backing Track」｢DVD 戀情雖美終將凋零 music clip」（初回版A、普通版未收錄）。
- 普通版收錄「雨虫」「流星」（初回版A、初回版B未收錄）。
- 本單曲延續紀錄，成為自出道以來新入Oricon銷量榜即奪取第一位的連續第33張單曲。

## 收錄歌曲

### 初回版A
1. 尚未化作淚水的哀傷（まだ涙にならない悲しみが）
  - 作曲：織田哲郎
  - 作詞：松井五郎
  - 編曲：龜田誠志
  - 和音編排：Ko-saku
2. 戀情雖美終將凋零（恋は匂へと散りぬるを）
  - 作曲：吉田建
  - 作詞：吉田建
  - 編曲：吉田建
  - 和音編排：Ko-saku
  - 弦樂編排：佐藤泰将
3. 尚未化作淚水的哀傷–Backing Track

#### DVD
1. 「尚未化作淚水的哀傷」 music clip

### 初回版B
1. 戀情雖美終將凋零
2. 尚未化作淚水的哀傷
3. 戀情雖美終將凋零–Backing Track

#### DVD
1. 「戀情雖美終將凋零」 music clip

### 通常版
1. 尚未化作淚水的哀傷
2. 戀情雖美終將凋零
3. 雨虫
  - 作曲：池嵜拳
  - 作詞：池嵜拳
  - 編曲：鳥山雄司
  - 和音編排：Ko-saku
4. 流星
  - 作曲：市川喜康
  - 作詞：瀨川浩平
  - 編曲：家原正樹
  - 和音編排：Ko-saku